# Johannes von Diergardt
Johannes Freiherr von Diergardt (* 13. September 1859 in Bonn; † 6. Juli 1934 in Warnemünde) war ein rheinischer Adeliger und ein bedeutender Sammler völkerwanderungszeitlicher Kunst.

## Leben
Johannes von Diergardt war der Sohn des Großindustriellen Friedrich Heinrich von Diergardt (1820–1887) und der Bertha von der Heydt (1828–1902) und Enkel von Friedrich von Diergardt (1795–1869). Sein Vater erwarb 1872 Schloss Bornheim als Wohnsitz der Familie.
Zunächst begann von Diergardt mit dem Sammeln römischer Münzen. 1885 stieß man im Park von Schloss Bornheim auf fränkische Gräber, die er ausgraben ließ. Im Jahr 1907 erstand er vom Franzosen Merle de Massoneau, dem Verwalter der Weinberge des Zaren auf der Krim, dessen Sammlung südrussischer Ausgrabungen. In der Folge erwarb von Diergardt eine große Anzahl von archäologischen Funden, vor allem aus der Völkerwanderungszeit, und trug so die weltweit größte Privatsammlung von Artefakten dieser Zeit zusammen.
Freiherr von Diergardt hat sich mit der Herkunft und Geschichte seiner Sammlungsstücke augenscheinlich intensiv befasst. Er hinterließ jedoch sehr wenige schriftliche Aufzeichnungen darüber, sondern verließ sich vor allem auf sein Gedächtnis. Im Jahr 1934 erkrankte er plötzlich und starb kurz darauf an einer Lungenentzündung. Somit waren die ihm noch bekannten Hintergrundinformationen weitgehend verloren.
In einem vorläufigen Testament hatte von Diergardt bereits 1917 verfügt, dass seine Sammlung in einem Museum in Berlin oder im Rheinland geschlossen erhalten bleiben solle. Bei seinem Tod war diese auf vier Orte verteilt: Ein Teil befand sich im Museum für Vor- und Frühgeschichte in Berlin, einiges in seiner Berliner Privatwohnung und der Rest in Schloss Bornheim, dem Stammsitz der Familie, sowie im Torhaus des Schlosses. Im Jahr 1935 gelang es dem Römisch-Germanischen Museum Köln, die Sammlung zu erwerben.
Er war Fideikommissherr auf Burg Bornheim, früher Finkenhorst, welches er auch als Wohnsitz nutzte. Dieser Besitz umfasste etwa 6875 Morgen.

## Genealogie
- Gothaisches genealogisches Taschenbuch der Freiherrlichen Häuser auf das Jahr 1869, 19. Jahrgang, Justus Perthes, Gotha 30. Oktober 1868, S. 156.
- Gothaisches Genealogisches Taschenbuch der Freiherrlichen Häuser 1895, 45. Jahrgang, Justus Perthes, Gotha 13. November 1894, S. 165 f.